# Johan Adriaenssen
Johan Adriaenssen (13 november 1950) is een Nederlands componist, pianist en beiaardier.

## Opleiding
Adriaenssen volgde een studie beeldende kunst in de jaren 1970-1975 aan de Rietveld Academie in Amsterdam. Naast deze studie deed hij staatsexamen voor piano. In Løgumkloster (Denemarken) volgde hij beiaardlessen bij Peter Langberg, directeur van de beiaardschool aldaar.

## Activiteiten
Adriaenssen emigreerde in 1980 naar Noorwegen, waar hij pianolessen gaf. In die jaren ging hij zich bezighouden met componeren, vooral voor beiaard. Voor dit instrument schreef onder andere de Vösterassuite (geschreven in opdracht van de Zweedse stad Västerås ter gelegenheid van het duizendjarig bestaan in 1990); Cinque bagatelle abnormi (2000) en een opdrachtcompositie van de gemeente Oslo ter gelegenheid van de inwijding van de beiaard van het stadhuis (1999). Verder componeerde hij ook voor piano, orgel en kamermuziek. Adriaenssens stukken worden gespeeld in Nederland, Zweden en de Verenigde Staten. In 1998 selecteerde het Noord-Amerikaanse gilde van beiaardiers (Guild of Carillonneurs in North America (GCNA) zijn werk uit de ingezonden composities.